# Schildturakos
Die Schildturakos (Musophaga), auch Pisangfresser genannt, bilden eine Gattung in der Familie der Turakos (Musophagidae). Von der früher aus vier Arten bestehenden Gattung werden nur noch zwei Arten dieser Gattung zugeordnet, wobei der Rossturako (Mu. rossae) früher als Unterart des Schildturakos (Mu. violacea) gesehen wurde.

## Merkmale
Wie die meisten Vertreter aus der Familie der Turakos fallen beide Arten durch ihr farbenprächtiges Federkleid auf. Der Schildturako besitzt ein metallisch blau glänzendes und violett schimmerndes Gefieder; beim Ross-Turako sind die violetten Schimmer stärker ausgeprägt. Bei beiden Arten leuchten die Handschwingen mit blauen Säumen und Spitzen karminrot. Der verantwortliche rote kupferhaltige Farbstoff  Turacin, der einzigartig in der Vogelwelt nur innerhalb der Familie der Turakos vorkommt, wird bei Regenwetter oder beim Baden im leicht alkalischen Wasser in geringen Mengen ausgewaschen. Damit sich mit der Zeit der rote Farbstoff nicht verliert, entstehen durch die Mauser neue Federn, die über den Körper Turacin aufnehmen. Voll entwickelte Federn können dem Körper keinen Farbstoff entziehen.
Bei beiden Arten sind die Stirn und der Scheitel karminrot. Der über dem unteren Augenlid verlaufende weiße Streif beim Schildturako ist beim Ross-Turako nicht vorhanden. An der Schnabelwurzel ist der Schnabel verhältnismäßig wulstig, zur Schnabelspitze hin stark abgerundet und geht an der Stirn in eine schildartige rundliche Platte über. Die nicht von Federn bedeckten Nasenlöcher befinden sich länglich horizontal in der Mitte des Schnabels zur Schnabelspitze hin. Verlängernde haarartige Federn bilden beim Rossturako auf dem Scheitel eine Haube, was ihm auch die Bezeichnung Hauben-Schildturako einbrachte.

## Vorkommen
Schildturakos bewohnen die Waldgebiete in Westafrika. Die Art Schildturako bewohnt bevorzugt Regenwälder und kommt dort von Gambia bis Nigeria und nach Osten bis Nordkamerun vor. Rossturakos bewohnen Galeriewälder und die Waldstreifen entlang von Flüssen in Steppengebiete, unter anderem im Südosten von Kamerun über Nordkongo, Uganda und im Norden von Sambia.